# Altstadt Kaunas

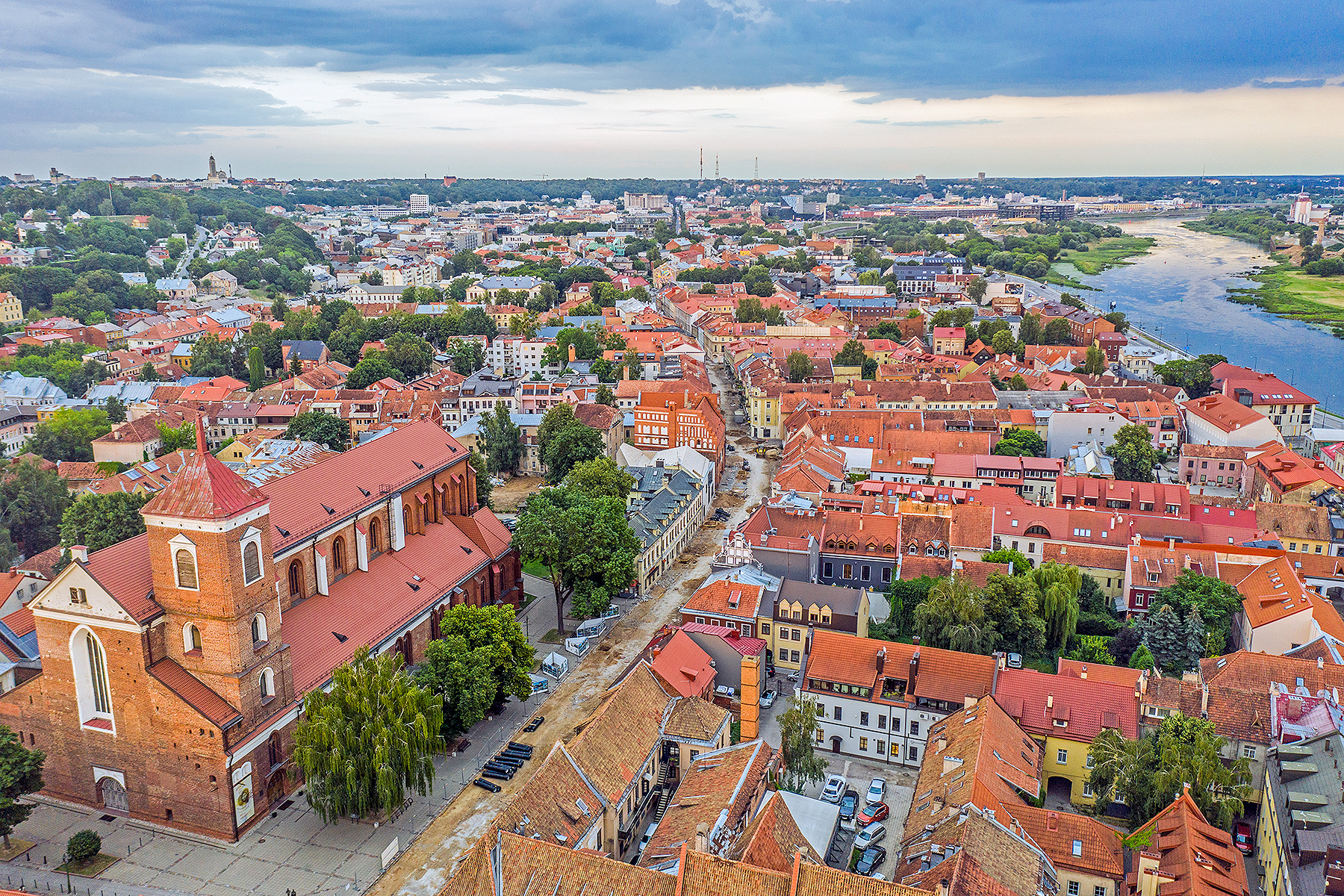
Altstadt Kaunas

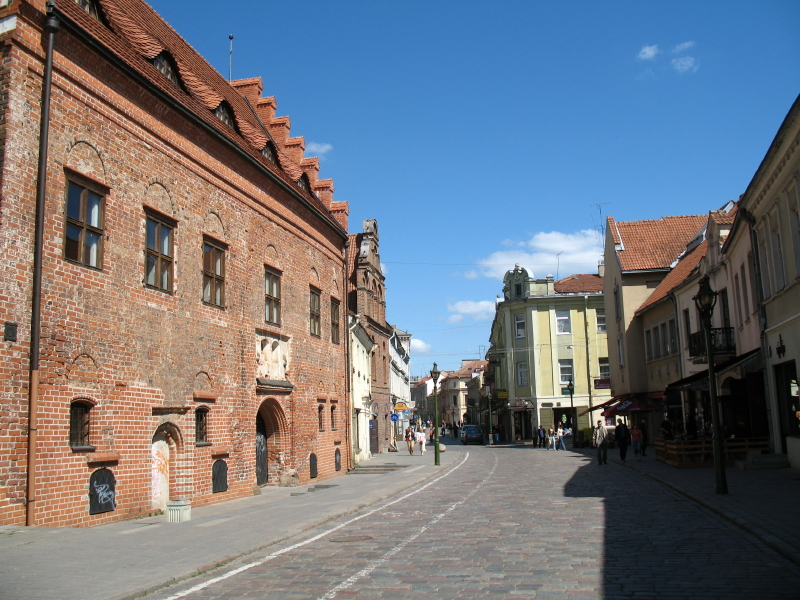
Vilnius-Str.

Die Altstadt Kaunas ist der historische Stadtkern von Kaunas, der zweitgrößten Stadt in Litauen. Sie liegt östlich vom Zusammenfluss der Memel und der Neris, unweit vom Santakos-Park. Sie hat eine Fläche von 144 ha und ist ein städtebauliches Denkmal.
Am Hauptplatz, dem Rathausplatz, liegen die Peter-und-Paul-Kathedrale Kaunas, die Jesuitenkirche Kaunas und das historische Rathaus Kaunas, das wegen seiner hohen, weißen Gestalt umgangssprachlich „Weißer Schwan“ genannt und als Standesamt („Hochzeitspalast“) genutzt wird.
Ebenfalls unweit des Rathausplatzes liegen an der Neris die Ruine der Burg von Kaunas und die St.-Georgs-Kirche. In einer Seitengasse des Rathausplatzes zur Memel hin liegt das Perkūnas-Haus, ein spätgotisches Bürgerhaus, in dem die Schüler des nahegelegenen Jesuiten-Gymnasiums während des Sommers Führungen veranstalten.